# 5 de 8

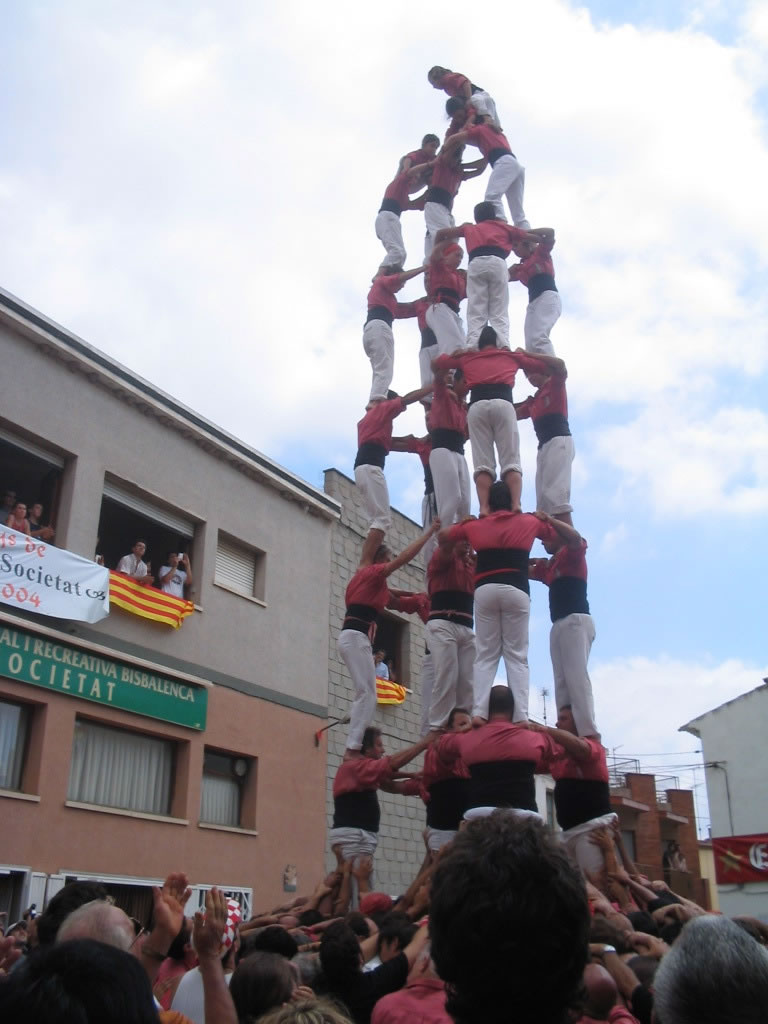
5 de 8 de la Colla Vella dels Xiquets de Valls.

El 5 de 8 es un castell de 8 pisos de altura y 5 personas por piso. Se estructura de forma compuesta, con un tres y una torre (o dos) que se agarra al grupo del tres.  El castell sólo se considera realizado si la enxaneta ha hecho la aleta en la torre.
Este castell recibe popularmente el nombre de Catedral dels castells por sus dimensiones.
Junto con el 4 de 9 amb folre y el 3 de 9 amb folre, el 5 de 8 conforma una actuación simbólicamente importante, que recibe el nombre de tripleta màgica o sencillamente tripleta, por su dificultad.

## Collas que han hecho el 5 de 8
- Bordegassos de Vilanova
- Capgrossos de Mataró
- Castellers de Barcelona
- Castellers de Sants
- Castellers de Sabadell
- Castellers de la Vila de Gràcia
- Castellers de Vilafranca
- Colla Jove Xiquets de Tarragona
- Colla Joves Xiquets de Valls
- Colla Vella dels Xiquets de Valls
- Marrecs de Salt
- Minyons de Terrassa
- Xiquets de Reus
- Xiquets de Tarragona
- Xicots de Vilafranca
- Moixiganguers d’Igualada

- Datos: Q8179554
- Multimedia: 5 de 8 / Q8179554